# Jacobo Machover
Œuvres principales
La Face cachée du Che
Jacobo Machover est un universitaire, écrivain et journaliste cubain né en 1954, à La Havane qu'il a quittée en 1963. Il réside dès lors en France. 
Jacobo Machover est l'auteur de plusieurs ouvrages où il critique le régime castriste.

## Biographie
Jacobo Machover est titulaire d'une maîtrise d'histoire obtenue en 1983, d'un DEA d'études ibériques et latino-américaines et d'un doctorat en études latino-américaines obtenu en 2000.
Fils d'un exilé cubain qui fut interprète auprès d'Ernesto Che Guevara, il suit sa famille dans l'exil et s'installe en France en 1963,.
Il enseigne à l'université de Paris XII et est maître de conférences à l'Université d'Avignon. Il a été critique littéraire pour le Magazine littéraire et Libération. Il fut également correspondant à Paris pour deux importants titres de la presse espagnole : le quotidien Diario 16 et la revue Cambio 16. Il travaille également au centre de recherche de l'ESG,.
Il a publié plusieurs ouvrages sur son pays natal, en défendant toujours une ligne critique vis-à-vis du régime castriste. Il s'attaque en particulier à l'image de Che Guevara, qu'il décrit comme un « bourreau fanatique », « instrument du castrisme », promoteur d'un « homme nouveau » socialiste et créateur de camps de rééducation par le travail.

## Accueil critique
Pour l'historien Pierre Rigoulot, c'est grâce à des personnalités comme Jacobo Machover que l'on connaît l'existence des camps à Cuba.
Le journaliste Emmanuel Hecht indique que son ouvrage La Face cachée du Che présente « des faits et des témoignages ».

## Ouvrages
- La Havane, 1952-1961, Autrement, 1998  (ISBN 2862604720)
- Jacobo Machover, « Cuba : la peur, l’exil et l’entre-deux », Raisons politiques, Presses de Sc. Po., no 3,‎ 2001, p. 101-112 (ISBN 272462906X, lire en ligne)
- L'An prochain... à La Havane, Paris, 2002, 91 p.  (ISBN 2846210276)
- Cuba nostra : Les secrets d'État de Fidel Castro, Plon, 2005  (ISBN 2259201156)
- Cuba, totalitarisme tropical, 10/18, 2006, 156 p.  (ISBN 2264041536)
- La Face cachée du Che, Buchet-Chastel, 2007, 205 p.  (ISBN 2283022525)
- Cuba mémoires d'un naufrage, Buchet/Chastel, 2009, 256 p.  (ISBN 978-2-283-02174-3)
- Raul et Fidel. La Tyrannie des frères ennemis, Bourin éditeur, 2011  (ISBN 978-2-84941-268-8)
- Cuba : une utopie cauchemardesque : Derrière le mythe, un demi-siècle de tyrannie castriste, Les Éditions de Paris-Max Chaleil, 2015, 86 p.  (ISBN 978-2846212212)
- Cuba de Batista à Castro, 2018[10].